# Säveleken
Säveleken är en sjö i Munkedals kommun i Bohuslän och ingår i Örekilsälvens huvudavrinningsområde. Säveleken ligger i Kynnefjäll Natura 2000-område. Sjön är 12,2 meter djup, har en yta på 0,04 kvadratkilometer och befinner sig 150 meter över havet.